# Acker Bilk
Bernard Stanley Bilk MBE (28. ledna 1929, Pensford, Somerset, Anglie – 2. listopadu 2014, Bath, Somerset) známý jako Mr. Acker Bilk, byl anglický jazzový klarinetista.
Světoznámý swingový klarinetista a skladatel swingové hudby. Proslavil se např. skladbami Stranger on the Shore (Cizinec na pobřeží), La vie en rose, upravil skladby Sidneyho Becheta ,např. Petite Fleur a další.
Zemřel v roce 2014 ve věku 85 let.